# Bundesversammlung (Germania)
La Bundesversammlung (it. Assemblea federale) è l'organo che procede all'elezione del Presidente della Repubblica Federale di Germania.

La formazione e le funzioni dell'Assemblea federale sono disciplinate dall'art. 54 della Legge fondamentale e dalla legge sull'elezione del Presidente federale (BPräsWahlG del 25 aprile 1959).
L'Assemblea federale è composta dai membri del Bundestag e da un egual numero di delegati scelti dai parlamenti dei 16 Länder. Il Bundesrat non partecipa all'elezione del Presidente federale.
L'Assemblea viene convocata e presieduta dal presidente del Bundestag ogni cinque anni per procedere all'elezione del Presidente federale. La Legge fondamentale stabilisce che il presidente del Bundestag provveda alla convocazione dell'Assemblea trenta giorni prima della scadenza del termine di durata del mandato del Presidente federale in carica. A partire dal 1979 si è tuttavia affermata la consuetudine di convocare l'Assemblea il 23 maggio, giorno in cui fu promulgata la Legge fondamentale (23 maggio 1949).

## Sede

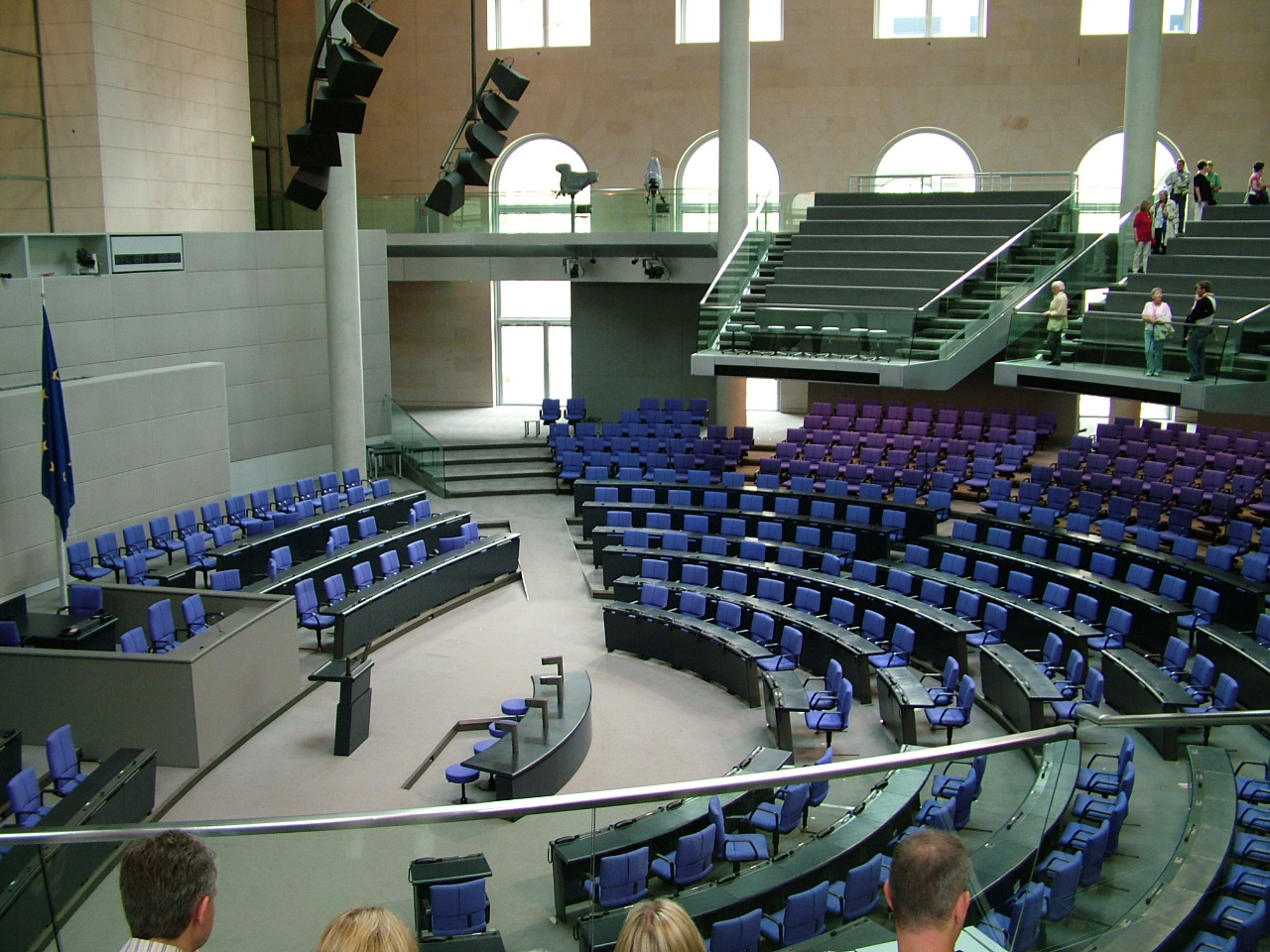
Aula plenaria nel palazzo del Reichstag

Dal 1994 l'Assemblea federale si riunisce nel palazzo del Reichstag a Berlino. La prima Assemblea federale fu invece convocata a Bonn nel 1949. In seguito, dal 1954 al 1969 l'Assemblea federale si riunì a Berlino Ovest. Tuttavia, in seguito alle proteste dell'Unione Sovietica e della Repubblica Democratica Tedesca, le successive elezioni del Presidente federale, fino all'elezione del 1989, si tennero presso la Beethovenhalle di Bonn.

## I delegati dei Länder
I delegati dei Länder che partecipano all'Assemblea che elegge il Presidente federale vengono eletti dai parlamenti dei 16 Länder. Ciascun gruppo parlamentare all'interno dei parlamenti regionali può presentare una lista di candidati, il cui unico requisito è quello di essere eleggibili al Bundestag. Qualunque cittadino può dunque essere eletto come delegato regionale all'assemblea federale e nella prassi, i parlamenti regionali scelgono come delegati un certo numero di ex-parlamentari, importanti figure politiche ed altre importanti personalità.

I delegati regionali, in quanto membri dell'Assemblea federale, godono dell'immunità parlamentare dal momento in cui si perfeziona la loro elezione a delegati regionali fino allo scioglimento dell'Assemblea.

## La votazione del Presidente federale
L'Assemblea, riunita per eleggere il Presidente federale, funziona come un mero collegio elettorale ed è pertanto esclusa ogni discussione di merito.

L'elezione del Presidente federale avviene a scrutinio segreto e sono previsti al massimo tre scrutini, da tenersi in un'unica giornata. Viene dichiarato eletto il candidato che consegue la maggioranza assoluta dei voti dei membri dell'Assemblea. Qualora nessun candidato venga eletto al primo scrutinio, si procede ad una seconda votazione, per la quale è sempre richiesta la maggioranza assoluta dell'Assemblea. Se anche l'esito del secondo scrutinio è negativo, si procede ad una terza e ultima votazione e viene dichiarato eletto il candidato che ottiene il maggior numero di voti.
Dopo aver proclamato l'esito positivo della votazione, il Presidente del Bundestag, che presiede l'Assemblea, comunica all'eletto l'avvenuta elezione e questi ha due giorni per accettarne l'esito. In seguito all'accettazione da parte dell'eletto, il Presidente del Bundestag dichiara sciolta l'Assemblea federale.